# David Giuntoli
David Giuntoli est un acteur américain, né le 18 juin 1980 à Milwaukee dans le Wisconsin.
Il est surtout connu pour le rôle de Nick Burkhardt dans la série télévisée Grimm.

## Biographie
Né à Milwaukee dans le Wisconsin, David Giuntoli grandit à Saint-Louis dans le Missouri[réf. nécessaire].
Il est diplômé de St. Louis University High School en 1998 et de l'université de l'Indiana en 2002[réf. nécessaire].

## Vie privée
En décembre 2014, David et Bitsie Tulloch ont révélé qu'ils étaient en couple, tout comme leurs personnages de la série Grimm, Nick et Juliette. Ils se sont fiancés en avril 2016. En juin 2017, ils se marient au Montana. En octobre 2018, Bitsie Tulloch confirme sur Instagram que David et elle attendent leur premier enfant, une fille.Le 14 février 2019, Bitsie Tulloch annonce la naissance de leur fille, Vivian.

## Filmographie

### Cinéma
- 2009 : Weather Girl de Blayne Weaver : James
- 2011 : 6 Month Rule de Blayne Weaver : Jared
- 2012 : Caroline and Jackie de Adam Christian Clark : Ryan
- 2016 : 13 Hours (13 Hours: The Secret Soldiers of Benghazi) de Michael Bay Scott Wickland
- 2016 : Buddymoon de Alex Simmons : David

### Téléfilms
- 2008 : Hors Circuit (Finish Line) de Gerry Lively : Turner
- 2008 : U.S. Attorney de Mimi Leder : Andrew Moore
- 2010 : The Quinn-Tuplets de Mimi Leder : Martin Quinn
- 2010 : La Fièvre du dance-floor de Bradley Walsh : Michael

### Séries télévisées
- 2007 : Ghost Whisperer : Rick (saison 2, épisode 17 : Deux en un)
- 2007 : Veronica Mars : Sneed Batmen Guy (saison 3, épisode 16 : Les Jardins de Babylone)
- 2008 : Nip/Tuck : Evan (saison 5, épisode 13 : La Lettre écarlate)
- 2008 : Grey's Anatomy : Todd (saison 4, épisode 14 : Relations et déclarations)
- 2008 : Privileged : Jacob Cassidy (5 épisodes)
- 2008 : Eli Stone : Scott Colby (saison 1, épisode 12 et saison 2, épisode 4)
- 2008 : The Unit : Commando d'élite : Major Paul Grand (saison 4, épisode 10 : Nom de code : Anthrax)
- 2008 : FBI : Portés disparus : Seth (saison 7, épisode 9 : Une dette à payer)
- 2008 : Cold Case : Affaires classées : Dean London dans les années 1960
- 2009 : Crash : Brad
- 2010 : The Deep End (en) : Jason Carpenter (2 épisodes)
- 2010 : Hot in Cleveland : Tyler (saison 1, épisode 2)
- 2010 : Private Practice : Daniel (saison 4, épisode 5 : Dedans dehors)
- 2011 : Love Bites : Jordan (1 épisode)
- 2011 - 2017 : Grimm : Nick Burkhardt (Rôle principal)
- 2018 - 2023 : A Million Little Things : Eddie Saville (Rôle principal)
- 2024 : Superman et Loïs : Jonathan Kent (saison 4, épisode 10 : It Went By So Fast)

### Courts-métrages
- 2009 : ComedyPOPS
- 2010 : Camera Obscura

## Voix françaises
- Damien Ferrette dans : 
  - Privileged (série télévisée)
  - Eli Stone (série télévisée)
  - Private Practice (série télévisée)

- Pascal Nowak dans Grimm (série télévisée)
- Anatole de Bodinat dans 13 Hours